# 1284

## Narození
- 25. dubna – Eduard II., anglický král († 21. září 1327)
- Rangdžung Dordže, tibetský mnich, 3. karmapa školy Karma Kagjü († 1339)
- Rudolf I. Saský, první kurfiřt saský († 12. března 1356)

## Úmrtí
- 24. března – Hugo III., král kyperský a jeruzalémský (* 1235)
- 4. dubna – Alfons X., císař Svaté říše římské, král Kastílie a Leónu (* 23. listopadu 1221)
- srpen – Alfons Anglický, hrabě z Chesteru a anglický následník trůnu (* 24. listopadu 1273)
- ? – Hódžó Tokimune, japonský samurajský velitel z rodu Hódžó (* 1251)

## Hlava státu
- České království – Václav II.
- Svatá říše římská – Rudolf I. Habsburský – Alfons X. Kastilský
- Trevírské arcibiskupství – Jindřich I. z Finstingenu
- Kolínské arcibiskupství – Siegfried II. z Westerburku
- Mohučské arcibiskupství – Werner II. z Eppstein
- Hornobavorské vévodství – Ludvík II. Silný
- Dolnobavorské vévodství – Jindřich XIII. Bavorský
- Neapolské království – Karel I. z Anjou
- Braniborské markrabství – Ota IV. Braniborský
- Papež – Martin IV.
- Anglické království – Eduard I.
- Francouzské království – Filip III.
- Polské knížectví – Lešek II. Černý
- Uherské království – Ladislav IV. Kumán
- Kastilské království – Alfons X. Moudrý / Sancho IV. Kastilský
- Portugalské království – Dinis
- Byzantská říše – Andronikos II. Palaiologos